# Conesus Hamlet
Conesus Hamlet es un lugar designado por el censo ubicado en el condado de Livingston en el estado estadounidense de Nueva York. En el año 2010 tenía una población de 308 habitantes.

## Geografía
Conesus Hamlet se encuentra ubicado en las coordenadas 42°43′35″N 77°40′11″O / 42.72639, -77.66972.